# Mirko Bajić
Pour les articles homonymes, voir Bajić.
Mirko Bajić, en serbe cyrillique Мирко Бајић (né en 1950), est un homme politique serbe. Président du Parti démocratique national de Voïvodine, parti qu'il a fondé en 2006, il est actuellement député à l'Assemblée de cette province.
Mirko Bajić, professeur, a été élu à l'Assemblée de la province autonome de Voïvodine lors des élections provinciales de 2004. Il y représente actuellement le Parti démocratique national de Voïvodine.
Aux élections législatives serbes de 2008, il a conduit la liste de l'Union des Bunjevci de la Bačka (en serbe : Savez bačkih Bunjevaca et Савез бачких Буњеваца), qui présentait 9 candidats. Mirko Bajić, qui est d'origine bunjevac, voulait ainsi défendre les Bunjevci, qui constituent une minorité ethnique au sein de la République de Serbie et, notamment, dans la province autonome de Voïvodine.